# Incursão de Morgan
A Incursão de Morgan foi uma incursão diversificada da cavalaria confederada nos estados do norte (União) de Indiana, Kentucky, Ohio e, brevemente, West Virginia, durante a Guerra Civil Americana. O ataque ocorreu do dia 11 de junho ao dia 26 de julho de 1863, e é creditado ao comandante dos confederados, o General de Brigada John Hunt Morgan. Embora tenha causado um alarme temporário no norte, o ataque foi classificado como um fracasso.
A incursão cobriu mais de 1 000 milhas (1 600 km), começando no Tennessee e terminando no norte de Ohio. Ele coincidiu com a Campanha de Vicksburg e a Campanha de Gettysburg, e pretendia afastar as tropas americanas dessas frentes, assustando o Norte e exigindo que suas tropas voltassem para casa. Apesar de seus sucessos iniciais, Morgan foi frustrado em suas tentativas de recrutar o rio Ohio e acabou sendo forçado a renunciar ao que restava de seu comando no nordeste de Ohio, perto da fronteira com a Pensilvânia. Morgan e outros oficiais seniores foram mantidos na penitenciária do estado de Ohio, mas saíram em túnel e pegaram um trem para Cincinnati, onde cruzaram o rio Ohio em segurança.

## Tennessee e Kentucky
General Morgan e seus 2.460 cavaleiros confederados escolhidos a dedo, juntamente com 4 peças de artilharia, partiu de Sparta, Tennessee, em 11 de Junho de 1863, com a intenção de desviar a atenção da União Exército do Ohio das forças do sul do estado e, possivelmente, desperte sentimentos pró-sul no norte. O General Braxton Bragg, comandante confederado regional, pretendia que os cavaleiros de Morgan proporcionassem uma distração ao entrar no Kentucky. Morgan, no entanto, confidenciou a alguns de seus oficiais que há muito desejava invadir Indiana e Ohio para levar o terror da guerra ao norte. Bragg lhe dera carta branca para cavalgar pelo Tennessee e Kentucky, mas ordenou que ele nunca cruzasse o rio Ohio. Em 23 de junho, o Exército Federal de Cumberland iniciou suas operações contra o Exército Confederado do Tennessee, General Bragg, no que ficou conhecido como Campanha Tullahoma, e Morgan decidiu que era hora de se mudar para o norte, para Kentucky.

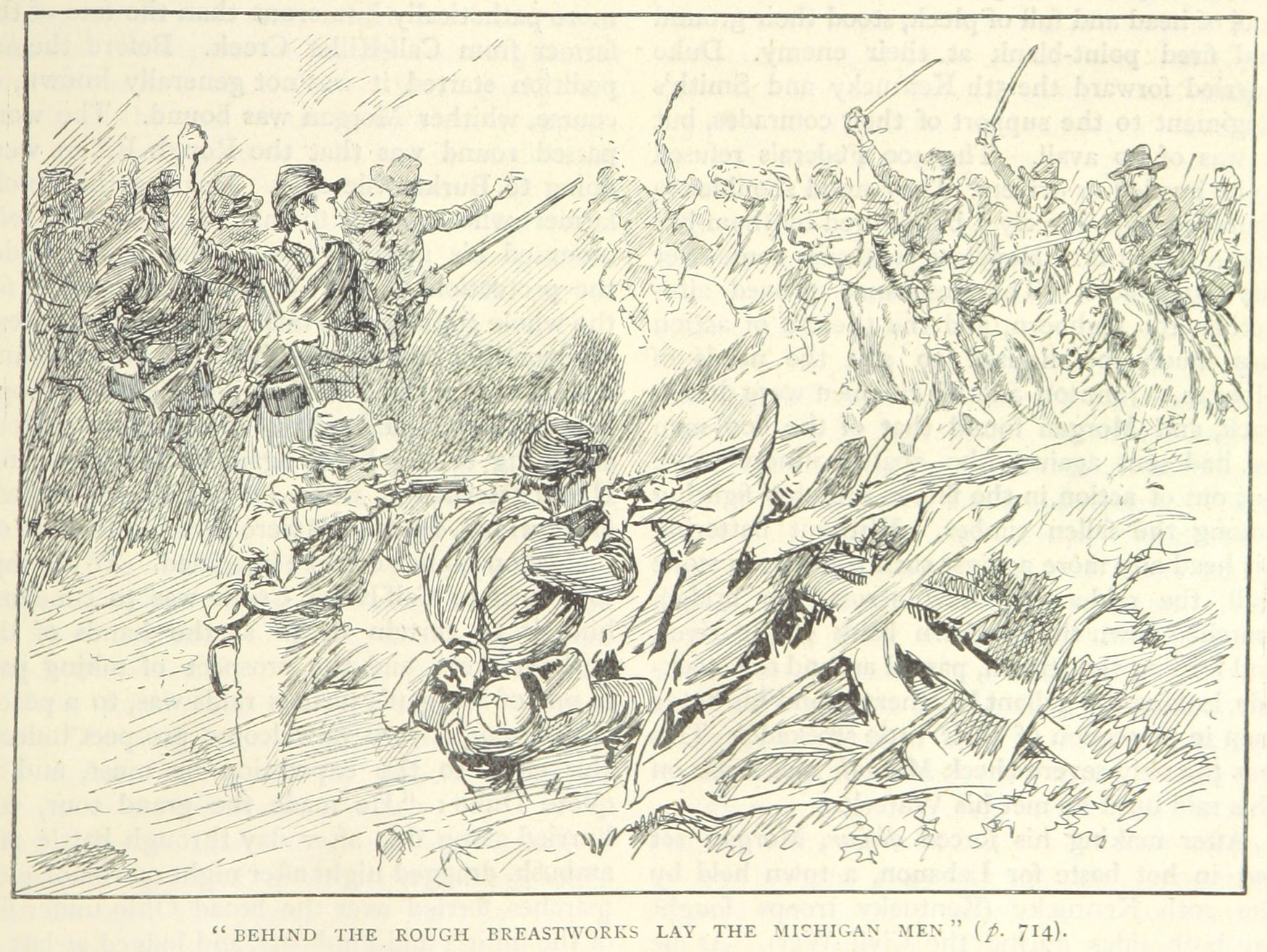
A Batalha da Curva de Tebbs

Em 2 de julho, na esperança de atrapalhar as linhas de comunicação da União, Morgan chegou a Kentucky, onde admiradores de cidadãos receberam abertamente seus cavaleiros. Atravessando o rio Cumberland, inchado pela chuva, em Burkesville, a divisão de Morgan avançou para o Green River, onde foi desviado por metade de um regimento da União (a 25ª Infantaria de Michigan) na Batalha da Curva de Tebbs, em 4 de julho. Morgan logo surpreendeu e capturou a guarnição no Líbano. Ele prendeu 400 homens do 20º Kentucky no depósito ferroviário da cidade, mas o edifício bem fortificado forneceu uma proteção considerável. Em uma luta de seis horas, tropas federais mataram o irmão mais novo de Morgan, Thomas, durante a acusação final. Morgan finalmente capturou e controlou as tropas federais.

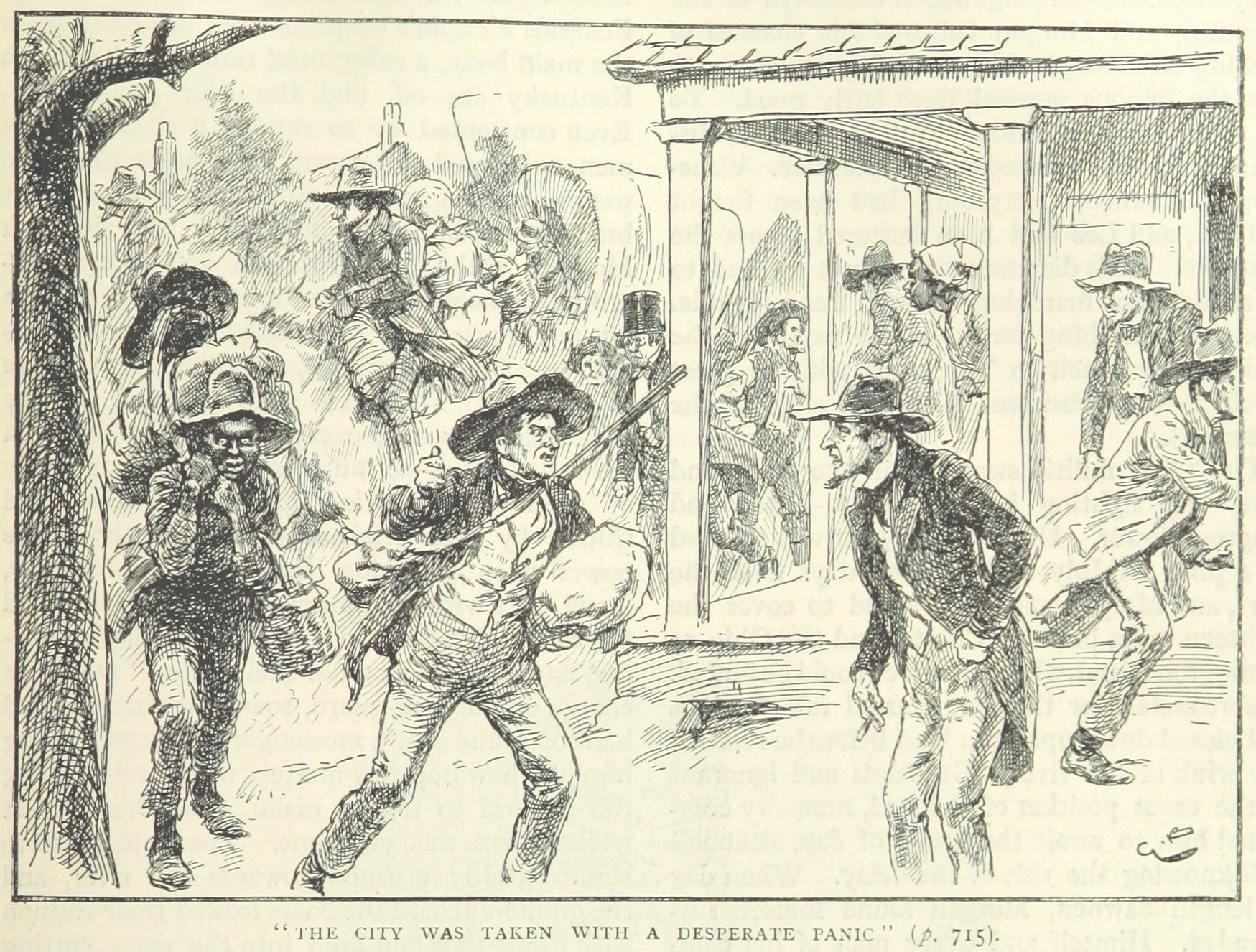
Pânico em Louisville quando as tropas de Morgan se aproximam

Um luto Morgan continuou em direção ao norte em direção a Louisville, atravessando Springfield, Bardstown e Garnettsville. Ao longo do caminho, os Confederados sofreram várias outras pequenas escaramuças com as unidades de guarda federal dos Estados Unidos e do Kentucky. Logo ao sul da cidade, porém, ele virou os homens restantes para o noroeste e seguiu para o rio Ohio.
Em Springfield, Morgan enviou um destacamento ao norte e ao leste de Louisville, com a intenção de confundir as forças da União sobre onde Morgan estava realmente indo. Esse destacamento cruzou o rio Ohio na Ilha Twelve Mile, mas eles foram capturados perto de New Pekin, Indiana, antes de poderem se juntar a Morgan. Para enganar ainda mais os federais sobre seus objetivos, Morgan mandou seu telegrafista, "Lightning" Ellsworth, tocar em linhas telegráficas e, fingindo ser telegrafista da União, enviar várias mensagens indicando títulos diferentes para os invasores e relatórios falsos do tamanho da força de Morgan - às vezes, relatando mais de 7.000 homens. Ellsworth fez isso durante toda a jornada, especialmente em Indiana.

## Indiana
Morgan enviou o espião Thomas Hines e um grupo de 25 confederados (posando como uma patrulha da União) em uma missão secreta em Indiana em junho para determinar se os Copperheads locais apoiariam ou se uniriam ao ataque iminente de Morgan. Depois de visitar o líder local de Copperhead, o Dr. William A. Bowles, Hines aprendeu que não haveria o apoio desejado. Ele e seus batedores logo foram identificados como sendo realmente confederados e, em uma pequena escaramuça perto de Leavenworth, Indiana, Hines teve que abandonar seus homens enquanto ele nadava pelo rio Ohio sob tiros. Ele andou por Kentucky por uma semana procurando informações sobre o paradeiro de Morgan.
Agora reduzida para 1.800 homens, a coluna principal de Morgan chegara na manhã de 8 de julho a Brandenburg, Kentucky, uma pequena cidade ao longo do rio Ohio, onde Hines se juntou a eles. Aqui, os atacantes apreenderam dois barcos a vapor, o John B. McCombs e o Alice Dean. Morgan, contra as ordens estritas de Bragg, transportou seu comando através do rio para Indiana, aterrando a leste de Mauckport. Uma pequena companhia de guardas da casa de Indiana contestou a travessia com uma peça de artilharia, assim como um barco carregando um quilo de peso. Morgan perseguiu os defensores locais, capturando uma porção considerável, bem como suas armas. Depois de queimar o Alice Dean e enviar o rio John B. McCombs com instruções para não persegui-lo, Morgan se afastou do rio.
O governador Oliver P. Morton trabalhou febrilmente para organizar a defesa de Indiana, pedindo homens capazes para pegar em armas e formar empresas de milícias. Milhares responderam e se organizaram em empresas e regimentos. O coronel Lewis Jordan assumiu o comando dos 450 membros da Guarda Domiciliar do Condado de Harrison (Sexto Regimento, Legião de Indiana), consistindo de civis mal treinados com uma coleção heterogênea de armas. Seu objetivo era atrasar Morgan tempo suficiente para os reforços da União chegarem.
O major-general Ambrose Burnside, comandante do Departamento de Ohio, com sede em Cincinnati, organizou rapidamente tropas federais locais e milícias locais para interromper as rotas de Morgan de volta ao sul. Morgan seguiu para o norte na Mauckport Road, com outro irmão, coronel. Richard Morgan, liderando os elementos avançados. Em 9 de julho, uma milha ao sul de Corydon, Indiana, sede do condado de Harrison, seu guarda avançado encontrou a pequena força da Jordânia, traçada em uma linha de batalha atrás de uma barricada de troncos às pressas. O coronel atacou e, em uma batalha curta, mas espirituosa, de menos de uma hora, ele simultaneamente flanqueou as duas asas da União, derrotando completamente a infeliz milícia. Os relatos variam quanto ao número de vítimas da Batalha de Corydon, mas as evidências mais confiáveis sugerem que 4 dos homens de Jordan foram mortos, 10 a 12 foram feridos e 355 foram capturados. Morgan contou 11 mortos e 40 atacantes feridos. Entre os federais mortos estava o detentor de pedágio civil que pereceu perto de sua portagem. Os invasores mataram um ministro luterano, o reverendo Peter Glenn, em sua fazenda, 4 milhas (6 km) do campo de batalha e roubou cavalos de vários outros agricultores.
O general Morgan liderou sua divisão em Corydon, onde deteve seus prisioneiros desmoralizados e resgatou a cidade em troca de dinheiro e suprimentos. Os soldados de Morgan viajaram para o leste e chegaram a Vienna em 10 de julho, onde queimaram uma ponte ferroviária e um depósito e tocaram uma linha de telégrafo. Depois de passar a noite em Lexington, seguiram para o nordeste, aterrorizando as pequenas cidades ao longo do caminho, incluindo Vernon, Dupont, New Pekin, Salem e Versalhes.
Em Versalhes, um grupo de free-scooters invadiu a Loja Maçônica local, Versailles No. 7, e ergueu os crachás de escritório da Loja, originalmente feitos com moedas de prata francesas. Morgan, ele próprio um maçom, ordenou que as jóias dos oficiais retornassem, punindo o roubo de seus próprios homens.
Em 11 de julho, ao atravessar Blue River, perto de New Pekin, o capitão confederado. William J. Davis e alguns de seus homens foram capturados pela 73ª Infantaria de Indiana e um destacamento do 5º Regular dos EUA. Davis e vários outros soldados foram levados para New Albany e presos na cadeia do condado.
Em 12 de julho, Morgan chegou à cidade de Dupont, Indiana, onde seus homens queimaram o armazém da cidade e roubaram 2.000 presuntos antes de sair da cidade no dia seguinte. Os presuntos foram descartados quando começaram a atrair moscas, deixando um rastro de presuntos ao longo da estrada para o Exército da União perseguidor seguir.
Morgan então seguiu para Salem, onde imediatamente tomou posse da cidade e colocou guardas nas lojas e ruas. Seus cavaleiros queimaram o grande depósito de tijolos, juntamente com todos os vagões na pista e as pontes ferroviárias de cada lado da cidade. Eles exigiram impostos de farinha de área e moinhos de moagem. Depois de saquearem lojas e receberem cerca de US$ 500, eles partiram à tarde. Morgan finalmente deixou Indiana em Harrison, perseguido de perto pela cavalaria federal.

## Ohio e Virgínia Ocidental
Os confederados entraram em Ohio em 13 de julho, destruindo pontes, ferrovias e lojas do governo. O ataque de Morgan espalhou alarme pelo sul e centro de Ohio e especulações selvagens sobre seu destino. O Harper's Weekly, um dos principais jornais do norte, relatou:
A incursão do rebelde Morgan em Indiana, que ele parece estar perseguindo com grande ousadia, despertou completamente o povo daquele Estado e de Ohio para uma sensação de perigo. No dia 13, o general Burnside declarou lei marcial em Cincinnati, e em Covington e Newport, no lado do Kentucky. Todos os negócios são suspensos até novas ordens e todos os cidadãos devem se organizar de acordo com as instruções das autoridades estaduais e municipais. Não há nada definitivo quanto ao paradeiro de Morgan; mas supõe-se que ele tentará se deslocar pela cidade de Cincinnati e atravessar o rio entre lá e Maysville. A milícia está concentrada, em obediência à ordem do governador Tod.— Harper's Weekly (em 25 de julho de 1863)
Evitando as forças de Burnside que protegiam Cincinnati ao sul, ele viajou por comunidades do norte como Harrison, New Baltimore, Colerain, Springdale, Glendale e Sharonville. Morgan e seus homens enfrentaram grande resistência ao tentar capturar Camp Dennison. Acabaria se retirando e se reagrupando com a outra coluna de seus homens em Montgomery e contornando Camp Dennison pela Wards Corner. Morgan continuou a leste até o rio Ohio, onde, ao norte da moderna Ravenswood, Virgínia Ocidental, havia um vau na Ilha de Buffington que lhe permitiria atravessar esse estado. Burnside adivinhou corretamente as intenções de Morgan. Colunas federais sob Edward H. Hobson e Henry M. Judah e canhões de rio rapidamente convergiram para contestar qualquer travessia do rio. Burnside também enviou um regimento de milícias de Marietta, Ohio, para manter o vau até que as forças federais pudessem chegar. Morgan chegou na noite de 18 de julho, mas decidiu não atacar a milícia na escuridão crescente. Isso provou ser um erro.
De manhã, a cavalaria e as canhoneiras chegaram, bloqueando a rota de fuga de Morgan. Na subsequente Batalha de Buffington Island, em Ohio, as tropas da União conquistaram uma vitória decisiva e capturaram 750 homens de Morgan, incluindo seu irmão Richard e o destacado cavaleiro Col. Basil W. Duke. Isolados da segurança pelos canhoneiros da União, Morgan e seus cavaleiros restantes seguiram para o nordeste de volta a Ohio. Uma segunda tentativa de atravessar 20 milhas (32 km) rio acima (em frente a Belleville, Virgínia Ocidental) também falhou, com vários homens de Morgan se afogando no rio rodopiante enquanto as canhoneiras e a cavalaria da União saíam novamente dos assaltantes. O Coronel Adam "Stovepipe" Johnson e mais de 300 atacantes escaparam para a Virgínia Ocidental e para a segurança, mas o General Morgan optou por permanecer no lado de Ohio com o restante de sua força minguante. Ele foi recusado em escaramuças no Condado de Gallia, em Coal Hill e Hockingport, perdendo mais de sua força.
Enquanto Morgan, com 400 homens restantes, se afastava do rio para o interior do sul de Ohio, ele parou em Nelsonville, uma pequena cidade no Canal de Hocking. Seus homens queimaram dez barcos de madeira e puseram fogo em uma ponte coberta para retardar seus perseguidores. No entanto, assim que os assaltantes de Morgan fugiram, os cidadãos correram para salvar o período de queima. Duas horas depois, a cavalaria da União chegou, encantada ao descobrir que os habitantes da cidade haviam preparado um banquete para eles.

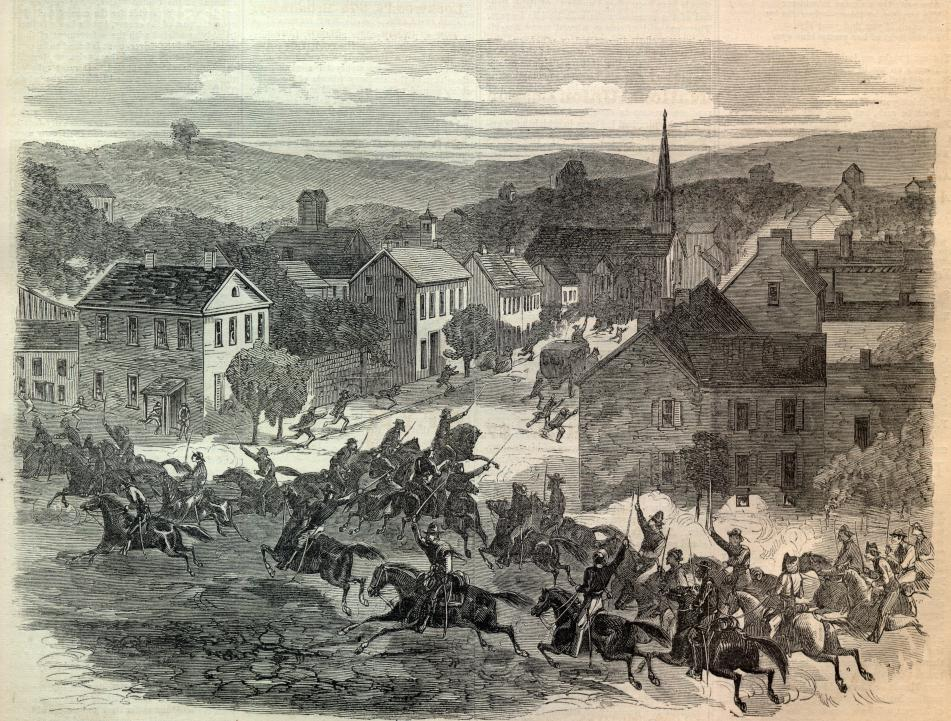
Os Corsários de Morgan entram em Old Washington, Ohio

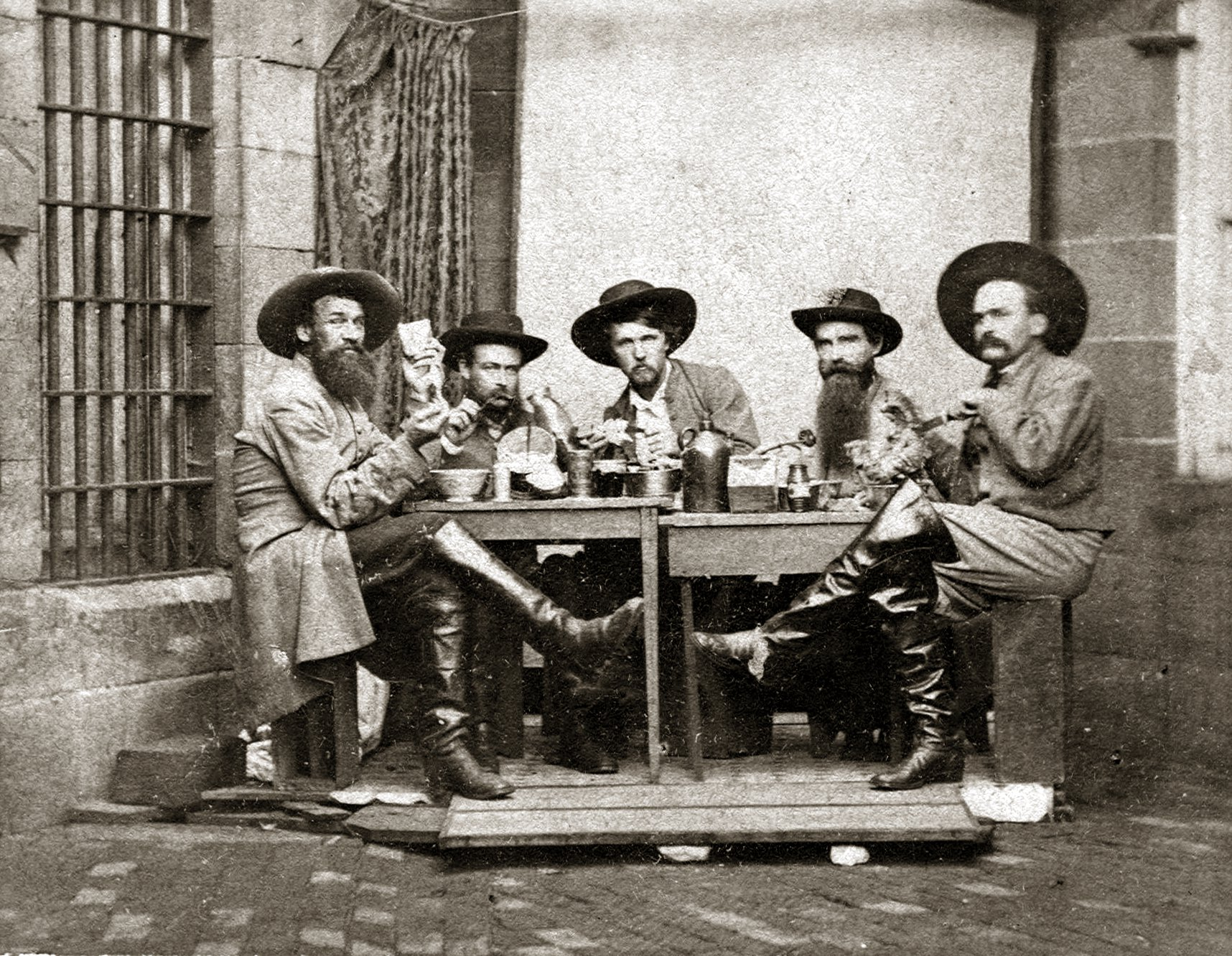
Grupo de "Homens do Morgan" enquanto prisioneiros de guerra na Penitenciária Ocidental, Pensilvânia: (da esquerda para a direita) Capitão William E. Curry, 8ª Cavalaria de Kentucky; Tenente Andrew J. Church, 8ª Cavalaria de Kentucky; Tenente Leeland Hathaway, 14a cavalaria de Kentucky; Tenente Henry D. Brown, 10ª Cavalaria de Kentucky; Tenente William Hays, 20a cavalaria de Kentucky. Todos foram capturados com John Hunt Morgan, em Ohio. 1863

Com seus homens descansando um pouco na propriedade de Weaver, perto de Triadelphia, no dia 22 de julho, e guiado por Island Weaver por John Weaver, que foi mantido refém, Morgan atravessou o amplo Rio Muskingum em Eaglesport, ao sul de Zanesville, antes de virar para o norte no Condado de Guernsey. Ele ainda esperava atravessar o rio Ohio em algum momento e atravessar a Virgínia Ocidental em segurança. No vilarejo de Old Washington, os homens cansados de Morgan lutaram contra uma escaramuça nas ruas antes de partirem às pressas, perseguidos pela cavalaria da União sob o General da Brigada James M. Shackelford. Em 26 de julho, as forças da União derrotaram Morgan na Batalha de Salineville e finalmente o pegaram naquela tarde perto de West Point, no Condado de Columbiana. Eles foram mantidos em Wellsville, Ohio, depois levados para a Penitenciária de Ohio, em Columbus, e não para um campo de prisioneiros de guerra, por causa de relatórios que capturaram oficiais da União que receberam tratamento semelhante. Muitos de seus homens alistados acabaram na paliçada de Camp Douglas, em Chicago.
O general e seis policiais fizeram uma ousada fuga em 27 de novembro, escavando um poço de ar sob suas celas no pátio da prisão e escalando as paredes. Apenas dois dos homens de Morgan foram recapturados, e ele e o resto logo retornaram ao sul. Morgan foi morto menos de um ano depois, em Greeneville, Tennessee, por um cavaleiro da União depois de se recusar a parar enquanto tentava escapar.

## Impacto
Durante sua ousada incursão, Morgan e seus homens capturaram e prenderam cerca de 6.000 soldados e milícias da União, destruíram 34 pontes, perturbaram as ferrovias em mais de 60 lugares e desviaram dezenas de milhares de tropas de outras tarefas. Ele espalhou o terror por toda a região e apreendeu milhares de dólares em suprimentos, alimentos e outros itens de lojas, casas e fazendas locais. Como o momento coincidiu com a Campanha de Gettysburg e os ataques a Pitsburgo pela cavalaria de John D. Imboden, muitos assumiram na época que o Raid de Morgan fazia parte de um esforço coordenado para ameaçar o comércio do rio Ohio e espalhar a guerra para o norte. Poucos no norte perceberam que a aventura de Morgan era uma violação de suas ordens e não tinha nada a ver com o movimento simultâneo de Robert E. Lee na Pensilvânia.
Somente em Ohio, aproximadamente 2.500 cavalos foram roubados e quase 4.375 casas e empresas foram invadidas. O Raid de Morgan custou aos contribuintes de Ohio quase US$ 600.000 em indenizações e mais de US$ 200.000 em salários pagos aos 49.357 Ohioans convocados para administrar 587 empresas da milícia local.
Para os homens de Morgan, o longo ataque havia realizado muito, apesar de sua derrota militar e altas baixas. O Coronel Basil Duke escreveu mais tarde:

"Os objetos do ataque foram realizados. O retiro do general Bragg não foi molestado por nenhuma força de flanco do inimigo, e acho que os militares, que revisarão todos os fatos, declararão que essa expedição atrasou por semanas a queda do leste do Tennessee e impediu o reforço oportuno de tropas de Rosecrans pelas tropas. que de outra forma teriam participado da Batalha de Chickamauga".
Para muitos confederados, a ousada expedição por trás das linhas inimigas ficou conhecida como A Grande Incursão de 1863, e foi inicialmente saudada nos jornais. No entanto, junto com Gettysburg e Vicksburg, foi outro em uma série de derrotas para o exército confederado naquele verão. Alguns jornais do norte classificaram ironicamente a expedição de Morgan como A Incursão Calicô, em referência à propensão dos invasores a adquirir bens pessoais em lojas e casas locais.

## Memorialização
Kentucky e Indiana têm John Hunt Morgan Heritage Trails bem marcados que permitem que os turistas sigam a rota do ataque de Morgan através de seus estados, juntamente com sites e guias turísticos escritos. Em novembro de 2001, o Estado de Ohio colocou um marcador histórico de John Hunt Morgan no local da Penitenciária do Estado de Ohio, lembrando sua prisão e sua ousada fuga. Uma estátua equestre do General Morgan foi erguida e dedicada em 1910, no centro de Lexington, Kentucky. Os planos de Ohio para uma trilha formal semelhante finalmente chegaram a bom termo em 2013, quando o estado montou mais de 600 marcadores direcionais e 56 sinais interpretativos comemorando a rota e os incidentes importantes do ataque. A sinalização foi instalada durante a primavera e o verão de 2013, nos meses que antecederam o 150º aniversário do "Grande Raide".

No fim de semana de 27 a 28 de julho de 2013, as comunidades de Carroll, Jefferson e Condado de Columbiana, Ohio, realizaram um passeio de carro para comemorar o 150º aniversário da incursão.